# Pave Innocens 13.
Pave Innocens 13. (født  13. maj 1655 – 7. marts 1724) var pave fra år 1721, hvor han blev valgt, frem til sin død d. 7. marts i 1724.
Han blev født Michelangelo Conti i Italien i byen Poli. Contifamilien talte flere grever og hertuger, men også paverne Innocens 3. (1198-1216), Gregor 9. (1227–1241) og Alexander 4. (1254-1261). På Contis pavelige våbenskjold ses familiens våbenmærke.
I 1706 under Pave Clemens 11. blev han kardinal af Santi Quirico e Giulitta. Overfor Kongeriget Portugal var han fra 1697 til 1710 stedfortræder for paven. I 1721 fik hans ry for kunnen, lærdom, renhed og kærlige indstilling ham valgt til paveembedet, og han tog navnet Innocens 13. Under ham blomstrede pavedømmet, men forholdsvis begivenhedsløst.
Dog forhindrede han Jesuitterne i at gennemføre deres missionering Kina og beordrede, at trossamfundet ikke måtte optage flere medlemmer.